# Haut-Clocher
Haut-Clocher (Duits: Zittersdorf)  is een gemeente in het Franse departement Moselle (regio Grand Est) en telt 322 inwoners (1999). De plaats maakt deel uit van het arrondissement Sarrebourg-Château-Salins.

## Geografie
De oppervlakte van Haut-Clocher bedraagt 11,4 km², de bevolkingsdichtheid is 28,2 inwoners per km².
De onderstaande kaart toont de ligging van Haut-Clocher met de belangrijkste infrastructuur en aangrenzende gemeenten.

## Demografie
Onderstaande figuur toont het verloop van het inwonertal (bron: INSEE-tellingen).